# Omnia République
Pour les articles homonymes, voir Omnia.
L‘Omnia République, localement dénommé l‘Omnia, est un cinéma français situé à Rouen, dans le département de Seine-Maritime, en Normandie.
Le cinéma est classé « art et essai ».

## Emplacement et accès
L'Omnia est situé au no 28 rue de la République, dans le centre-ville de Rouen. Le cinéma est accessible par les lignes F1, F5, F7, F9, 11, 27 et 33 du réseau d'autobus, ainsi que par les trois premières lignes du TEOR à l'arrêt République.

## Histoire
Le cinéma est construit en 1952,. Il remplace alors L'Alhambra, détruit par l'incendie de juin 1940 et les bombardements de la Seconde Guerre mondiale. Quatorze ans plus tard, en 1966, L'Omnia est cédé à la Société nouvelle des établissements Gaumont (SNEG).
En 1973, après plusieurs mois de travaux, L'Omnia Gaumont devient un complexe multi-salles. Ses larges capacités d'accueil, fondées sur l'ouverture de quatre salles, ont font « grand centre cinématographique de la Normandie ». Acheté puis réaménagé par la municipalité de Rouen en 2010 afin que le centre-ville puisse encore disposer d'une salle de cinéma après l'installation du Gaumont-Pathé dans les Docks 76, le bâtiment retrouve son nom d'origine. L'Omnia est désormais exploité par le groupe NOE Cinémas.
Il propose fréquemment des avant-premières et des rencontres avec des réalisateurs, des scénaristes et des acteurs. À partir de 2020, le cinéma ferme ses portes avant le lancement de grands travaux pour rafraîchir le bâtiment, repenser la configuration des salles et établir un ciné-café à la disposition du public dès la réouverture. Pendant cette période, des projections de films ont lieu à la halle aux Toiles. À l'issue d'un chantier long de deux ans et ayant coûté 7,8 millions d'euros, le bâtiment rénové est inauguré le 7 septembre 2022.

## Description
L'Omnia possède huit salles pour un total d'environ 1 200 places. Il est entièrement accessible aux personnes handicapées. À l'issue de sa rénovation, il accueille le plus grand écran de Normandie,. La salle la plus grande a une capacité de 450 places.